# Dime que yo
Dime que yo és una pel·lícula de curtmetratge de ficció espanyola del 2008 dirigida per Mateo Gil.

## Sinopsi
Ell i ella es coneixen en el moment en què són trencant amb llurs respectives parelles. De manera absolutament inexplicable, inicien una discussió plena de retrets mutus i de crits que, més inexplicablement encara, acaba amb una apassionada reconciliació.

## Repartiment
- Fele Martínez...	El noi
- Judith Diakhate...	La noia
- Carolina Bang...	L'ex del noi
- Lucio Cerda ... L'ex de la noia
- José García ... El cambrer
- Alberto Soto ... El nou xicot de l'ex del noi
- Xisela López ... La noia del gos

## Premis
- Goya al millor curtmetratge de ficció de 2010[2]
- Bisnaga de Plata premi especial del jurat al Festival de Màlaga[3]